# Jun Dzsinhi
Jun Dzsinhi (hangul: 윤진희, handzsa: 尹眞熙, RR: Yun Jin-hui; népszerű átírással: Yoon Jin-hee; 1986. augusztus 4. –) dél-koreai súlyemelő. Férje Von Dzsongsik (Won Jeong-sik) olimpikon súlyemelő.

## Pályafutása
A 2005-ös junior világbajnokságon harmadik helyezést ért el 206 kg-os emeléssel az 58 kg-os kategóriában. A 2007-es és 2009-es világbajnokságon bronzérmet szerzett.
A 2008-as nyári olimpián ezüstértmes lett. A 2016-os nyári olimpiai játékok miatt a korábban visszavonult sportolónő 2014-ben visszatért. 53 kg-os kategóriában bronzérmet szerzett.